# Ҷ
Le tché cramponné (capitale Ҷ, minuscule ҷ) est une lettre de l’alphabet cyrillique dérivée de Ч. Elle est utilisée en abkhaze, pour la consonne /t͡ʃʼ/ ; en tadjik, pour la consonne /d͡ʒ/; en yazgoulami.

## Représentations informatiques
Le tché cramponné peut être représenté avec les caractères Unicode suivants :
| formes    | représentations | chaînes de caractères | points de code | descriptions                               |
| --------- | --------------- | --------------------- | -------------- | ------------------------------------------ |
| capitale  | Ҷ               | Ҷ                     | U+04B6         | lettre majuscule cyrillique tché cramponné |
| minuscule | ҷ               | ҷ                     | U+04B7         | lettre minuscule cyrillique tché cramponné |